# Grêmio Recreativo Guamaense Arco-Íris
A Sociedade Recreativa Cultural e Carnavalesca Arco-Íris foi uma antiga escola de samba (agremiação carnavalesca) da cidade de Belém (estado brasileiro do Pará), criada em 1983 e extinta na década de 1990.
Foi campeã do carnaval paraense em 1983, 1986, 1987 e 1989.

## História
O desfile carnavalesco de Belém viveu seu apogeu na década de 1980, sendo considerado o terceiro melhor do Brasil na época, devido em 1983 a fundação da agremiação Arco-Íris no bairro belenense do Guamá. Esta foi apoiada pela mídia e por empresários da região para então reproduzir o desfile carnavalesco do Rio de Janeiro na avenida Doca de Souza Franco e assim realizar um grande evento.
Em 1982 foi fundada por Mário Couto Filho (bicheiro e ex-senador da República) e Vetinho no bairro do Guamá. Nascendo através de alto investimento em uma estrutura de potência e integrando o grupo principal, disposta a acabar com a supremacia da escola Rancho Não Posso Me Amofiná. A agremiação contou ainda com o apoio de dois nomes de proa da Beija-Flor de Nilópolis (do RJ): o carnavalesco Joãozinho Trinta e diretor de harmonia Laíla. (diretores artísticos da escola carioca Beija-Flor de Nilópolis). Esta agremiação estreou no desfile em 1983 como campeã, ano que não contou com a participação do Rancho e também do Quem São Eles.
Neste ano o samba-enredo da agremiação trouxe uma temática nacional, sendo assim chamado "Um grande Coração Chamado Brasil", uma composição de Vetinho, tornou-se o samba mais tocado e o que mais vendeu exemplares vendidos em toda a história do carnaval paraense (foram 54 mil cópias). Um enredo que falava sobre a pluralidade da formação do povo brasileiro (floresta, índios, brancos, negros).
Em 1984, foi inaugurado o sambódromo na cidade do Rio de Janeiro, junto à criação da Liga Independente das Escolas de Samba (LIESA) que administrou o evento como um negócio, tornando-o auto-sustentável e com grande crescimento através de: venda de ingressos, CD com os sambas-enredo, direitos de transmissão televissiva. Mas Belém não acompanhou esse crescimento do carnaval que ocorreu no Rio de Janeiro, pois a partir da década de 1990, ocorreu o fim da agremiação Arco-Íris e o carnaval paraense começou a perder força. Mesmo com dificuldades, algumas agremiações resistiram com o apoio da comunidade.